# Заштатный монастырь

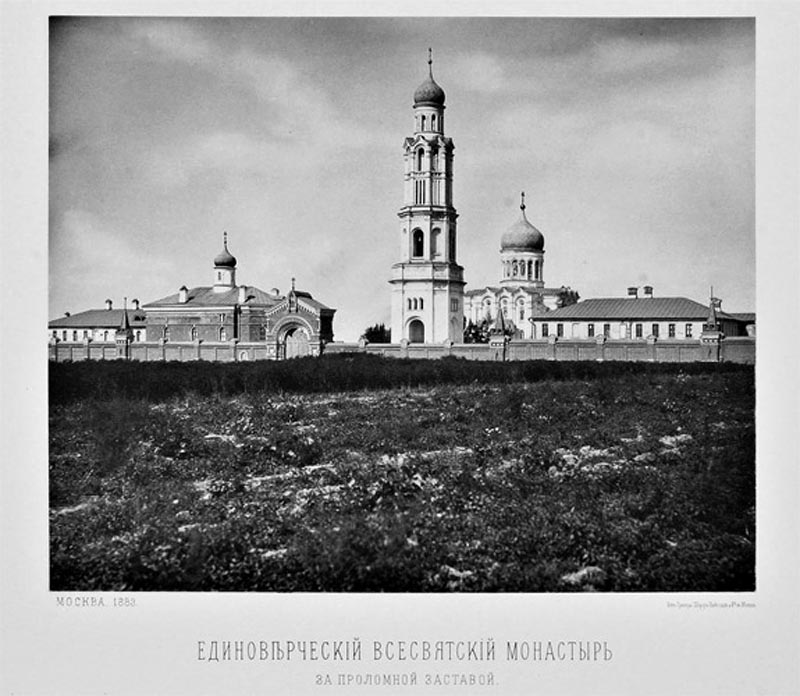
Заштатный Всехсвятский единоверческий монастырь в Москве

Зашта́тный монасты́рь в Российской империи — монастырь, не получающий финансовой помощи от государства и живущий исключительно за счёт собственных доходов.

## История
26 февраля (8 марта) 1764 года русской императрицей Екатериной II был издан «Указ о церковных штатах», подразумевавший секуляризацию значительной части церковной собственности. Монастыри, продолжавшие получать государственную финансовую помощь, были разделены на 4 уровня: лавры и монастыри I, II и III класса. Каждый уровень подразумевал свой размер финансирования из казны. Прочие монастыри были лишены государственного содержания («выведена за штат»). Так, из 387 имевшихся в тот момент у Русской православной церкви монастырей (без учёта Украины и Сибири), было определено 226 штатных и 161 заштатный монастырь. Заштатные монастыри были вынуждены закрываться, объединяться с другими или полагаться только на собственные финансовые возможности. Положение заштатных монастырей было несколько смягчено при императоре Павле I, они стали получать государственные субсидии от казны в размере 300 рублей ежегодно. Эти правила действовали до 5 (18) октября 1906 года.